# Arroio Belém Novo
O Arroio Belém Novo é um arroio da cidade de Porto Alegre, capital do estado brasileiro do Rio Grande do Sul. Compõe uma das vinte e sete sub-bacias hidrográficas no território do município, as quais servem à Bacia Hidrográfica do Lago Guaíba. A sub-bacia do Belém Novo possui 30,22 km² de área, sendo a terceira maior entre os arroios da Região Sul do município, atrás das sub-bacias do Salso (92,94 km²), esta também a maior de Porto Alegre, e do Lami (39,57km²).

## Nascentes
O arroio tem suas nascentes em dois pequenos morros que existem no bairro Lageado: o Morro Belém (77m) e o Morro Espíndola (87m e 101m), os quais são margeados pela Estrada Chapéu do Sol e pela Estrada Jacques da Rosa, e onde estão as nascentes de outro arroio da Região Sul de Porto Alegre: o Arroio Guabiroba. O fluxo das águas do arroio Belém Novo é sul-sudoeste, em direção à foz no Guaíba.

## Poluição
Na região das nascentes do arroio Belém Novo, existem muitas propriedades agropecuárias que fazem parte da Zona Rural de Porto Alegre, mas também ocupações irregulares. Uma dessas ocupações, a "Vila Esperança", com 705 moradores e IDHM de 0,593 segundo censo de 2010, se situa exatamente sobre o leito do arroio, que acabou por ser canalizado irregularmente e recebe o esgoto cloacal in natura das moradias da comunidade. Outro problema observado é o despejo de resíduos sólidos em suas águas.

## Foz
Após passar pela "Vila Esperança", percorrendo paralelamente a Estrada Chapéu do Sol, o arroio cruza a Avenida do Lami por uma canalização subterrânea e adentra as terras da Fazenda Arado Velho, uma propriedade rural particular, passando a servir de limite entre a mesma e a ETE Belém Novo (inaugurada em 2002), entre outras propriedades particulares, até chegar à foz no Guaíba.